# سحاب طبقي داكن
الخَسِيف أو الرَّهج المزني أو السحاب الطبقي المُزني أو السحاب الطبقي الداكن (الإنجليزية: nimbostratus cloud) هي سحابة متعددة المستويات، رمادية اللون، غالبًا ما تكون غامضة وغير متبلورة، تكاد تكون منتظمة تنتج عادةً مطرًا أو ثلجًا أو مطرًا متجمدًا بدون برق أو رعد.
على الرغم من أنها عادة ما تكون غيمة منخفضة القاعدة، إلا أنها في الواقع تكون أكثر شيوعًا في المستوى المتوسط من التروبوسفير ثم تنتشر عموديًا في المستويات المنخفضة والعالية. وهي عادة ما تنتج هطول الأمطار على مساحة واسعة.
يمكن أن يكون لدى السحاب الطبقي الداكن المتجه نحو الأسفل نفس المدى الرأسي مثل معظم الركام المتنامي التصاعدي، لكن مداها الأفقي يميل إلى أن يكون أكبر.

## المظهر الخارجي
السحاب الطبقي الداكن لديه قاعدة سحابة منتشرة عموماً توجد في أي مكان من السطح القريب في المستويات المنخفضة إلى حوالي 3,000 متر (9,800 قدم) في المستوى المتوسط من التروبوسفير. على الرغم من أن الظلام معتادًا في قاعدته، إلا أنه غالبًا ما يكون مضاءًا من الداخل إلى مراقب سطح. يبلغ سمك هذا النوع من السحب الطبقية عادةً حوالي 2000 إلى 4000 متر. على الرغم من وجودها في جميع أنحاء العالم، ييتواجد بشكل شائع في خطوط العرض الوسطى. وترميزها هو CM2 في تقرير SYNOP.

## التشكيل
يحدث السحاب على طول الجبهة الدافئة أو الجبهة المقفلة حيث تخلق كتلة الهواء الدافئ البطيء إلى جانب غيوم طبقية ضحلة تنتج كميات أقل من الأمطار، وهذه الغيوم تسبقها غيوم عالية المستوى مثل السمحاق الطبقي والتروستاتوس. في كثير من الأحيان، عندما تتكثف سحابة غيوم التروستوس وتهبط إلى ارتفاعات منخفضة، تصبح سحب طبقية داكنة.
السحب الطبقية الداكنة لا ترتبط بالعواصف الرعدية، ولكن في جبهة دافئة غير مستقرة بشكل غير طبيعي ناتجة عن ارتفاع درجة حرارة الهواء الدافئ الحار والرطب وغير المستقر، قد يتم تضمين السحب التراكمية داخل السحب المعتادة. قد يتفاعل البرق من سحابة الركام المدمجة مع نيمبوسترات ولكن فقط في المنطقة المحيطة به. في هذه الحالة يحدث فيها البرق والأمطار.